# Intolerable Cruelty
Intolerable Cruelty —llamada Crueldad intolerable en España y El amor cuesta caro en Hispanoamérica— es una película estadounidense de género comedia romántica negra del año 2003 dirigida y coescrita por los hermanos Coen. El guion fue escrito por Robert Ramsey, Matthew Stone, Joel e Ethan Coen. Está protagonizada por George Clooney, Catherine Zeta-Jones, Geoffrey Rush, Edward Herrmann, Paul Adelstein, Richard Jenkins y Billy Bob Thornton. 

## Sinopsis
Miles Massey es un abogado de divorcios cuya astucia y falta de escrúpulos lo han convertido en una leyenda en el gremio. Pero ahora le ha salido un rival de peso, la hermosa e inteligente Marilyn Rexroth, quien ha perdido un millonario juicio de divorcio por culpa de Massey.

## Reparto
- George Clooney como Miles Massey
- Catherine Zeta-Jones como Marylin Hamilton Rexroth Doyle Massey
- Geoffrey Rush como Donovan Donaly
- Cedric the Entertainer como Gus Petch
- Edward Herrmann como Rex Rexroth
- Paul Adelstein como Wrigley
- Richard Jenkins como Freddy Bender
- Billy Bob Thornton como Howard D. Doyle
- Julia Duffy como Sarah Batista O'Flanagan Sorkin
- Jonathan Hadary como Heinz, barón Krauss von Espy
- Tom Aldredge como Herb Myerson
- Stacey Travis como Bonnie Donaly
- Isabell O'Connor como la jueza Marva Munson
- Irwin Keyes como Wheezy Joe
- Colin Linden como Padre Scot
- Kiersten Warren como Claire O'Mara

## Recibimiento
La película recibió críticas positivas en general. En Rotten Tomatoes tiene un porcentaje positivo de 75 % basado en 180 reseñas. En Metacritic consiguió un 71 % de críticas positivas basadas en 40 reseñas.